# Хьюз, Мэри Бет
Мэри Элизабет «Бет» Хьюз (англ. Mary Elizabeth «Beth» Hughes, 13 ноября 1919 — 27 августа 1995) — американская актриса.

## Биография
Мэри Элизабет Хьюз родилась в небольшом городе Олтон в штате Иллинойс. После развода родителей в 1923 году она осталась с матерью, вместе с которой переехала в Вашингтон. С юных лет Хьюз увлекалась театром, выступая в различных школьных постановках. Вместе с труппой театра Клиффорда Брауна она участвовала в гастролях по стране, во время которых британская киностудия «Gaumont-British Studios» предложила её контракт, но Хьюз отказалась из-за учёбы в школе. После её окончания в 1937 году она некоторое время вновь работала с Брауном, а спустя год вместе с матерью переехала в Лос-Анджелес, чтобы начать карьеру в кино.
В 1939 году Хьюз заключила контракт с киностудией «MGM» и в том же году дебютировала в фильме «Бродвейская серенада». После нескольких ролей в таких картинах как «Женщины» (1939) и «Танцующая студентка» (1939), актриса перешла на студию «20th Century Fox», где снялась с Джоном Бэрримором в комедии «Выдающийся профиль» (1940). В середине 1940-х Хьюз работала уже на «Universal Studios», где наибольшую славу и успех ей принесли роли в фильмах «Жёны оркестрантов» (1942) и «Случай в Окс-Боу» (1942).
С началом 1950-х годов она работала преимущественно на телевидении, где у неё были роли в сериалах «Первая студия», «Приключения Рин Тин Тина», «Разыскивается живым или мёртвым» и «Сыромятная плеть». В 1960-е годы Хьюз совмещала актёрскую деятельность с работой секретаря в офисе пластической хирургии. В 1976 году, после ряда небольших ролей на большом экране, актриса объявила о завершении свой карьеры, объяснив это тем, что «устала посещать прослушивания на роли сексуальных бабушек». В конце 1970-х Хьюз открыла салон красоты в пригороде Лос-Анджелеса, просуществовавший до конца следующего десятилетия, пока ей не предложили работу ведущей в телемагазине. На этом месте она пробыла до окончательно выхода на пенсию в 1991 году.
Актриса трижды была замужем. От первого мужа, актёра Теда Норта, она родила сына Дональда. Все три брака Хьюз закончились разводом. К тому же в начале 1940-х она также имела короткий роман с актёром Робертом Стэком. Мэри Бет Хьюз умерла в 1995 году в Лос-Анджелесе в возрасте 75 лет.